# Premio Ancona
Il premio Ancona è un concorso internazionale di esecuzione e composizione con cadenza annuale per soli strumenti a fiato, nato nel 1978 da una idea di Silvano Frontalini e realizzato sino al 1986 per conto del comune di Ancona.

## Storia
Il concorso fu allora il primo in Italia dedicato ai soli strumenti a fiato.
Celebri musicisti fecero parte della giuria:
- Goffredo Petrassi - presidente
- Carlo Marinelli - vice presidente
- Luois Courtinat (corno), Lothar Faber (oboe), Vinko Globokar (trombone), ecc.
- per la composizione riservata ai soli fiati (ogni 4 anni): Domenico Guaccero, Roman Vlad, Gherardo Macarini Carmignani, George Mintchev, Carlos Nobre, ecc.

La direzione artistica ed organizzativa era nelle mani di Silvano Frontalini.
I partecipanti, provenienti da tutto il mondo, nei primi due anni furono circa 500, mentre in seguito venne scelta una formula di bando più selettiva onde elevarne il livello artistico ed i partecipanti annuali si attestarono tra i 100 e i 200.
Il 1986 fu l'ultimo anno di tale concorso.
Alcuni vincitori di tale concorso oggi sono presenti nelle maggiori orchestre internazionali, come la 1ª tromba alla Filarmonica di Berlino, alla Scala di Milano e in altre prestigiose orchestre di tutto il mondo.